# Tiirán
A tiirán vagy ismertebb nevén etilén-szulfid gyűrűs szerves vegyület, képlete C2H4S. A legkisebb kéntartalmú heterociklus. Sok más kéntartalmú szerves vegyülethez hasonlóan ez az anyag is kellemetlen szagú. Az etilén-szulfid származékait is szokták összefoglaló néven tiiránoknak nevezni.

## Előállítása
Etilén-karbonát és kálium-tiocianát reakciójával állítják elő. A KSCN-t először vákuum alatt megolvasztják, hogy a víztartalma eltávozzon.
KSCN  + C2H4O2CO  →  KOCN  + C2H4S  +  CO2

## Reakciói
Az etilén-szulfid aminokra addícionálva 2-merkaptoetilaminokká alakul, melyek jó kelátképző ligandumok.
C2H4S   +  R2NH  →  R2NCH2CH2SH

## Fordítás
Ez a szócikk részben vagy egészben  a   Thiirane című angol Wikipédia-szócikk ezen változatának fordításán alapul.  Az eredeti cikk szerkesztőit annak laptörténete sorolja fel. Ez a jelzés csupán a megfogalmazás eredetét és a szerzői jogokat jelzi, nem szolgál a cikkben szereplő információk forrásmegjelöléseként.